# Milan Stipić

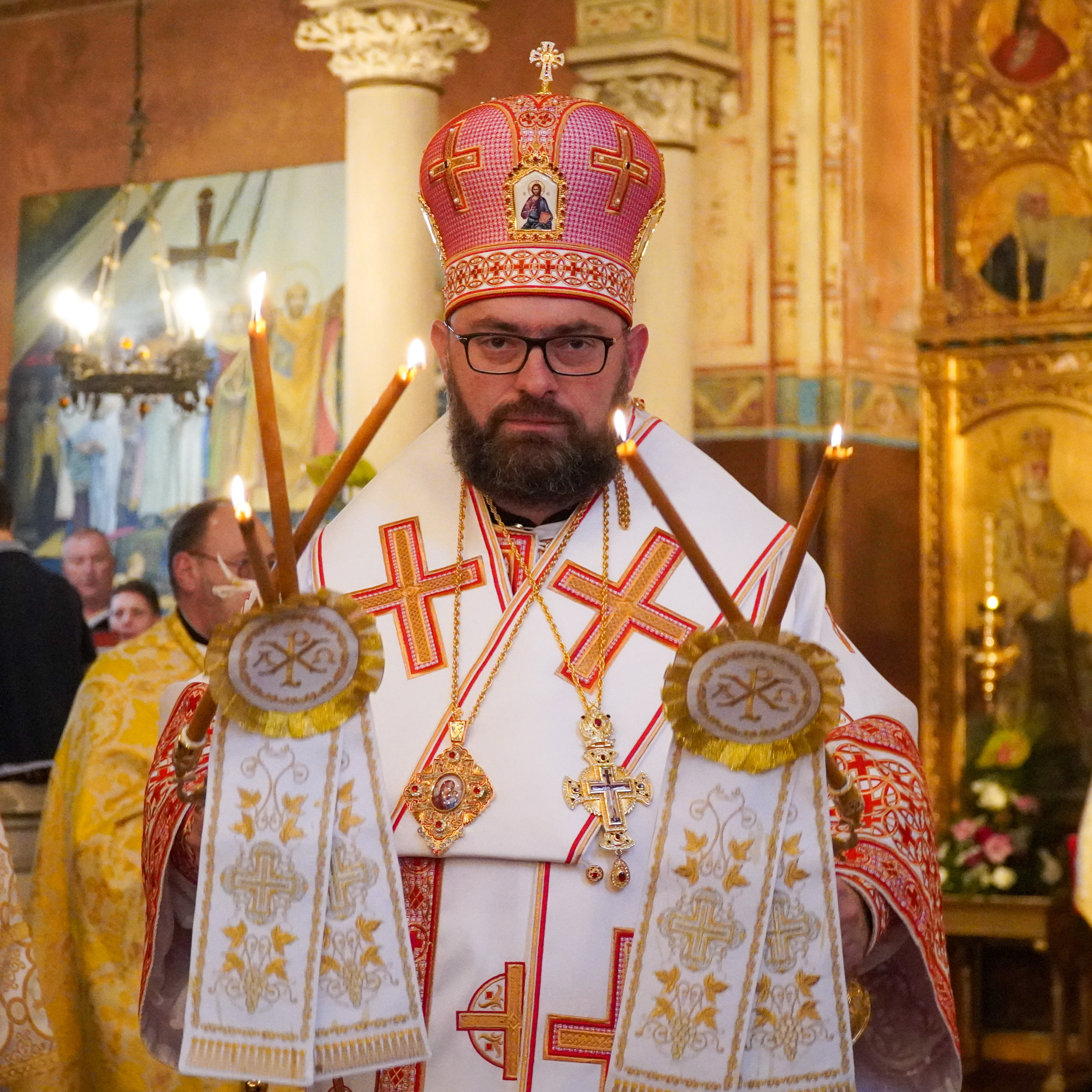
Bischof Milan Stipić

Bischofswappen von Milan Stipić

Milan Stipić (* 28. Dezember 1978 in Bosanski Novi, SR Bosnien-Herzegowina, Jugoslawien) ist ein bosnischer Geistlicher und griechisch-katholischer Bischof von Križevci.

## Leben
Milan Stipić besuchte nach der Grundschule das Knabenseminar, trat 1997 in das griechisch-katholische Priesterseminar ein und studierte an der Theologischen Fakultät in Zagreb. Am 18. Oktober 2003 empfing er das Sakrament der Priesterweihe für das Bistum Križevci durch den damaligen Bischof von Križevci Slavomir Miklovš.
Er war als Pfarrer in verschiedenen Gemeinden tätig. Seit 2007 war er als Erzpriester für die Seelsorge an den griechisch-katholischen Gläubigen in Dalmatien verantwortlich. Von 2012 bis 2019 war er Pfarrer in Jastrebarsko.
Am 18. März 2019 ernannte ihn Papst Franziskus zum Apostolischen Administrator von Križevci.
Am 8. September 2020 ernannte ihn Papst Franziskus zum Bischof von Križevci. Sein Amtsvorgänger Nikola Kekić spendete ihm am 17. Oktober desselben Jahres die Bischofsweihe. Mitkonsekratoren waren der Erzbischof von Zagreb, Josip Kardinal Bozanić, und der Apostolische Nuntius in Kroatien, Erzbischof Giorgio Lingua.
Bischof Stipić hat seinen Amtssitz wieder nach Križevci verlegt, nachdem seine Vorgänger zuvor aus praktischen Gründen in Zagreb residiert hatten.